# Klinikum Idar-Oberstein
Klinikum Idar-Oberstein ist ein Krankenhaus der Schwerpunktversorgung in kommunaler Trägerschaft im rheinland-pfälzischen Idar-Oberstein. Es sichert die medizinische Versorgung der Stadt sowie der gesamten Region Obere Nahe. Das Haus verfügt über 17 Fachabteilungen, zwei Institute, insgesamt 527 Betten und 39 tagesklinische Plätze. Etwa 1.350 Mitarbeitende versorgen jährlich rund 20.000 stationäre sowie 38.000 ambulante Patientinnen und Patienten. Gesellschafter der Klinikum Idar-Oberstein GmbH sind die Saarland-Heilstätten GmbH (SHG), der Landkreis Birkenfeld, die Stadt Idar-Oberstein sowie die Stadt und Verbandsgemeinde Baumholder.

## Geschichte

### Ursprünge im 19. und 20. Jahrhundert
Die medizinische Versorgung in Idar-Oberstein begann Mitte des 19. Jahrhunderts mit dem „Klein’schen Haus“ in der Wilhelmstraße. 1902 entstand das Krankenhaus am „Beiheckelche“ in Idar, 1907 folgte das Krankenhaus am Treibelsberg für Oberstein. Mit der Vereinigung zur Stadt Idar-Oberstein im Jahr 1933 wurden die Krankenhäuser zusammengelegt. Bis Mitte der 1950er-Jahre stieg der Bedarf stark an; 1956 wurden alle Außenstationen aufgelöst und das Krankenhaus am Friedrich-Ebert-Ring auf 265 Betten erweitert.

### Neubau in Göttschied
Angesichts wachsender Patientenzahlen und veralteter Bausubstanz entschied sich die Stadt 1965 für den Bau eines neuen Schwerpunktkrankenhauses im Stadtteil Göttschied. Das neue Klinikum wurde am 10. November 1972 eröffnet. Es erhielt im selben Jahr den offiziellen Schwerpunktauftrag des Landes Rheinland-Pfalz. Seit 1977 ist es Akademisches Lehrkrankenhaus der Johannes Gutenberg-Universität Mainz.

### Umstrukturierung und Modernisierung
1993 wurde das Klinikum in eine GmbH überführt. Es folgten strukturelle und bauliche Modernisierungen. 2022 feierte das Klinikum sein 50-jähriges Bestehen.

### Erweiterungsneubau (ab 2024)
Im Jahr 2024 begannen die Bauarbeiten für einen umfassenden Erweiterungsneubau auf dem Gelände des ehemaligen Saanatex-Gebäudes. Der Neubau umfasst acht hochmoderne OP-Säle (darunter zwei mit robotischer Chirurgie), eine Intensivstation mit 24 Betten sowie zentrale Funktionsdiagnostik. Die Investitionssumme liegt bei 134,5 Millionen Euro, wovon das Land Rheinland-Pfalz 108,5 Millionen Euro übernimmt. Die Realisierung erfolgt in drei Bauabschnitten bis voraussichtlich 2040.

## Fachabteilungen und Institute
- Medizinische Klinik I (Gastroenterologie, Nephrologie, Hämatologie, internistische Onkologie, Diabetologie)
- Medizinische Klinik II (Kardiologie, Pneumologie)
- Klinik für Allgemein-, Viszeral-, minimalinvasive und robotische Chirurgie
- Klinik für Anästhesie, Intensivmedizin und Schmerztherapie
- Klinik für Gefäß- und Endovaskularchirurgie
- Klinik für Gynäkologie und Geburtshilfe
- Klinik für Kinder- und Jugendpsychiatrie, Psychosomatik und Psychotherapie
- Klinik für Neurochirurgie
- Klinik für Neurologie und Stroke Unit
- Klinik für Pädiatrie
- Klinik für Psychiatrie, Psychotherapie und Psychosomatik
- Klinik für Unfall- und Orthopädische Chirurgie
- Klinik für Urologie, Kinderurologie und urologische Onkologie
- Abteilung für Akutgeriatrie
- Abteilung für Strahlentherapie
- Belegabteilung für Augenheilkunde
- Institut für Diagnostische und Interventionelle Radiologie
- Krankenhausapotheke
- Onkologische Ambulanz
- Zentrallabor

## Klinik für Knochenmarktransplantation und EUFETS
Das Klinikum betrieb eine spezialisierte Klinik für Knochenmarktransplantation, die in den 1990er Jahren zur Gründung der EUFETS GmbH (Europäisches Institut für Forschung und Entwicklung von Transplantationsstrategien) führte. Diese entwickelte Zell- und Gentherapien und wurde 2009 von BioNTech übernommen. Seit 2017 firmiert sie als BioNTech Innovative Manufacturing Services GmbH. Damit zog sich das Klinikum Idar-Oberstein vollständig aus der EUFETS zurück.

## Persönlichkeiten

### Ottmar Kohler
Ottmar Kohler (* 1908; † 1979) war Arzt und ärztlicher Direktor am damaligen Städtischen Krankenhaus Idar-Oberstein von 1957 bis 1973. Bekannt wurde er als der reale „Arzt von Stalingrad“ und durch sein humanitäres Wirken in sowjetischer Kriegsgefangenschaft. Nach seiner Rückkehr war er maßgeblich am Wiederaufbau der regionalen Gesundheitsversorgung beteiligt. Die Straße zum Klinikum trägt heute seinen Namen.